# فرودگاه آبی جزیره مک تایر/فرانسیس
فرودگاه آبی جزیره مک تایر/فرانسیس (به انگلیسی: Mac Tier/Francis Island Water Aerodrome) یک فرودگاه همگانی است که یک باند فرود آب دارد. این فرودگاه در کشور کانادا قرار دارد و در ارتفاع ۱۷۷ متری از سطح دریا واقع شده است.